# Nyctereutes viverrinus viverrinus
Chien viverrin du Japon, tanuki du Japon
Sous-espèce
Statut de conservation UICN

LC : Préoccupation mineure
Synonymes
*Canis viverrinus Temminck, 1838 (Protonyme)
- Nyctereutes viverrinus Temminck, 1838
- Nyctereutes procyonoides viverrinus

Nyctereutes viverrinus viverrinus), connu au Japon sous le nom de Hondotanuki (ホンドタヌキ ; 本土狸, « Tanuki du Hondo »), est une sous-espèce du chien viverrin japonais, également appelé Chien viverrin du Japon ou encore Tanuki du Japon. Il est endémique des îles principales de l’archipel Japonais : Honshu, Kyushu et Shikoku.

## Dénominations
- Nom scientifique valide : Nyctereutes viverrinus viverrinus (Temminck, 1838).
- Nom vernaculaire normalisé Japonais : Hondotanuki (ホンドタヌキ ; 本土狸?, « Tanuki du Hondo »).
- Noms vulgaires et vernaculaires, pouvant désigner d’autres taxons[note 1] : Tanuki du Japon[1], Tanuki[2], Chien viverrin du Japon[2], chien viverrin[2].

## Description

### Caractéristiques spécifiques

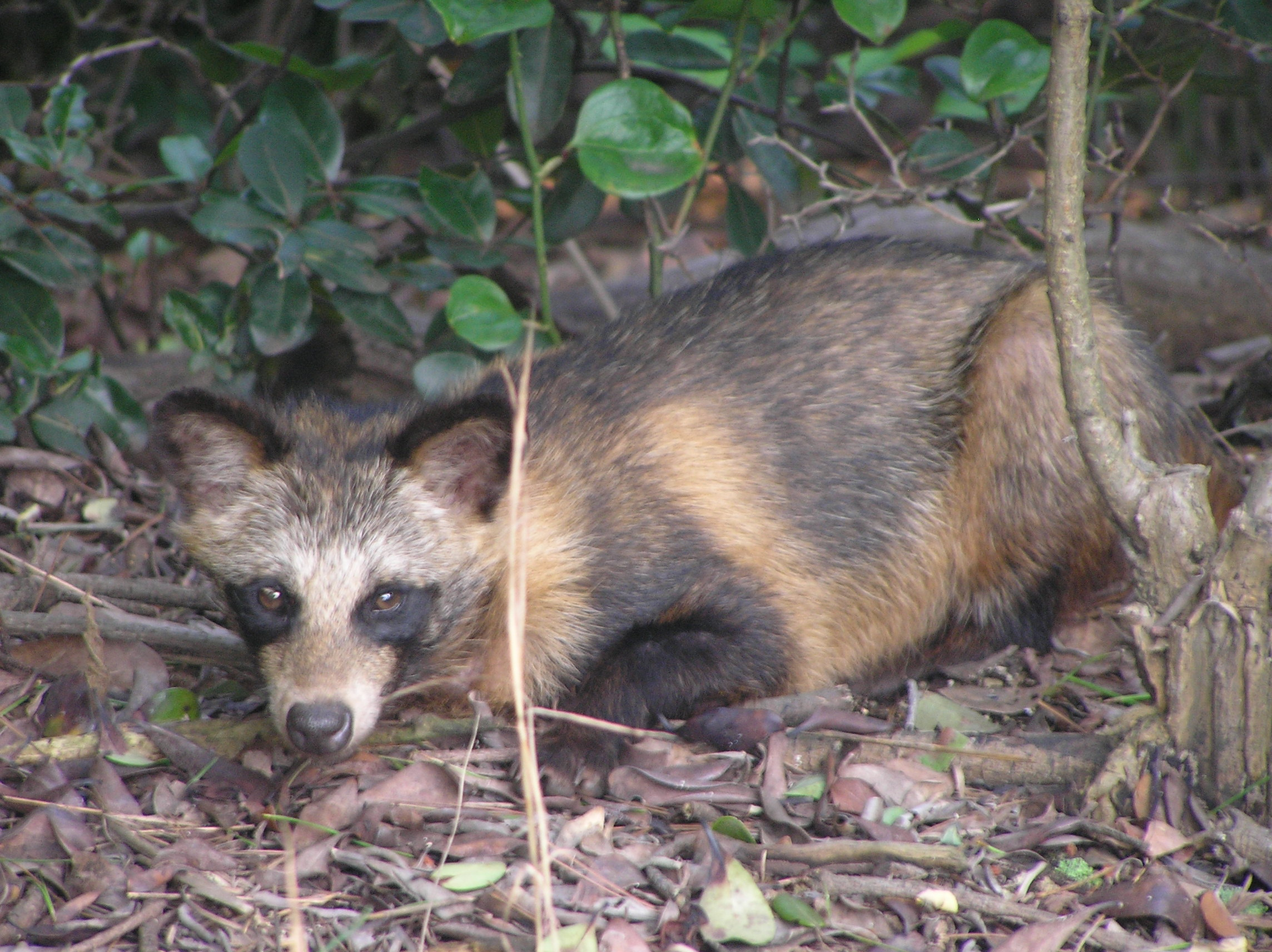
Un Hondotanuki, juvénile, allongé

Le Hondotanuki présente des caractéristiques distinctives par rapport aux autres sous-espèces continentales. Avec une longueur du corps variant d’une trentaine à une cinquantaine de centimètres et une longueur de queue allant d’une quinzaine à 26 cm, il est légèrement plus petit que le chien viverrin de l’Oussouri (Nyctereutes procyonoides ussuriensis), qui mesure entre 45 et 70 cm de longueur du corps et possède une queue de 18 à 25 cm. En termes de poids, il  se caractérise par un poids moyen inférieur, variant entre 3 et 6 kg, contre les 4 à 10 kg des sous-espèces continentales.
La fourrure du N. v. viverrinus est décrite comme très douce et fine, ce qui en fait une variété très appréciée pour sa qualité. En revanche, les fourrures des autres sous-espèces, comme celle du chien viverrin de Corée (Nyctereutes procyonoides koreanensis) et du chien viverrin du Yunnan (Nyctereutes procyonoides orestes), sont moins valorisées malgré des similitudes anatomiques comparables.
Cette fourrure est soumise à un certain nombre de variétés de motifs, déjà bien connus des autochtones dans des temps reculés. Certains documents d'introduction à l'élevage de ces animaux au cours du XXe siècle, notamment celui fourni par le ministère de l'agriculture, faisaient état des motifs suivants :
- Le motif tanuki, le plus commun, avec un pelage gris-brunâtre, caractérisé par une bande blanche et noire allant du sommet du dos jusqu'aux pattes antérieurs, en passant par les flancs.
- Le motif croisé, caractérisée par une bande noire coupant la colonne vertébrale en deux du bout de la queue jusqu'au sommet du crâne, relie les épaules et les pattes avant en formant une croix.
- La motif blanc, avec l'ensemble de la surface du pelage est entièrement blanc, avec parfois une légère teinte de roux. Un motif rare, induit par le leucisme, mais de plus en plus observé dans la nature.
- Le motif hachi-monji (au chiffre huit), se caractérisant par une bande entièrement noire sur les flancs, formant un motif prenant la forme du kanji 八  signifiant "huit". Un motif très rare, et synonyme de chance et de prospérité dans les temps anciens.

D'autres sources font état de deux motifs supplémentaires :
- Le motif mujina, caractérisé par une couleur de pelage d'un brun-gris plus clair avec les pattes et le bout de la queue plus foncés, ressemblant au pelage d'été, mais avec un poil plus grossier. Ce motif particulier le fait ressembler au blaireau japonais.
- Le motif noir, caractérisé par un pelage entièrement noir, mais possédant parfois la partie inférieure d'une couleur brunâtre.

## Répartition géographique
Le terme Hondo (本土, « Terre principale ») est une ancienne terminologie utilisée en japonais, mais aussi en français pour désigner l’île principale de Honshu. Il vit également sur les îles de Shikoku et Kyushu. Il est absent des îles d’Okinawa, et d’Hokkaidō où vit le tanuki d’Ézo (Nyctereutes viverrinus albus), une sous-espèce du tanuki du Japon endémique de cette région.
Le Hondotanuki habite une gamme variée d'environnements, des plaines aux zones subalpines pouvant dépasser les 2 000 m d'altitude. Les populations vivant sur des îles reculées telles que l'île de Sado, l'île d'Iki et Yakushima sont des individus introduits par l'homme. À cause de la chasse pour la fourrure au cours de l’ère Meiji, le chien viverrin du Japon est devenu plus rare dans la partie Est de l’archipel.

## Écologie

### Habitat
Pour son habitat, cette sous-espèce affectionne principalement les zones semi-boisées, comme des vallées ou des prairies, situées à la limite du contrefort des montagnes. Mais, tout comme les autres sous-espèces, il a tendance à apprécier les bosquets et les sous-bois denses et les forêts où il peut se cacher,. Tout comme les autres sous-espèces de chiens viverrin, le tanuki du Japon à l’habitude d’emprunter les terriers d’autres animaux notamment ceux du blaireau japonais,. Les individus qui vivent à proximité des humains utilisent des endroits tels que le sous-sol des maisons, de vieux entrepôts et les canalisations en terre cuite.
À proximité de leur terrier, les chiens viverrins construisent des latrines dont la taille varie selon la saison, pouvant atteindre une superficie d’un mètre de largeur. Ces latrines ont un rôle écologique important dans la fertilisation du sol.

### Activité
Leur lieu de vie peut varier considérablement selon la région et la saison. Ces derniers peuvent s’étendre jusqu’à des superficies allant de 49 à 59 hectares en automne. Comme toutes les autres sous-espèces, ce sont de bons nageurs et ils peuvent grimper les troncs d’arbres et les clôtures. Comme le climat de son habitat reste relativement doux, comparé à la Sibérie et à Hokkaido, il n’a pas besoin d’entrer en phase de pseudo-hibernation et peut rester actif tout l’hiver.

### Régime alimentaire
N. v. viverrinus est avant tout un canidé omnivore opportuniste. Son régime alimentaire est extrêmement vaste et change considérablement en fonction de son environnement, adaptant son alimentation selon la saison et la nature de son habitat.
En revanche, il diffère des sous-espèces continentales par un comportement de prédation moins marquée, se nourrissant de  fruits, de baies, de légumes, de céréales, de champignons, d’œufs, de mollusques, de crustacés, de charognes, d’excréments d’autres animaux et de déchets humains. En outre, il est accusé de faire de nombreux dégâts sur les cultures. Lorsqu’il lui arrive de prédater sa nourriture il se penche sur les insectes, les poissons, les amphibiens dont il digère le venin, les reptiles, les oiseaux et les petits mammifères. Les attaques sur les élevages sont cependant plus rares.

### Cycle de vie
Comme de nombreuses autres espèces de canidés, les tanukis forment des couples monogames pour la vie et élèvent leur progéniture ensemble. La naissance et l’éducation des petits s’effectue à partir de début du printemps. À la naissance, les petits sont dotés d’un fine fourrure brun foncé et mesurent une quinzaine de centimètres pour une centaine de grammes. Au bout d’un mois et demi, les jeunes commencent à sortir de leur terrier avec leurs parents et apprennent à chercher de la nourriture jusqu'à être capables d’en trouver par eux-mêmes. C’est à partir de la fin de l’été et au début de l’automne que le tissu familial se brise progressivement et que les petits commencent à quitter leurs parents pour devenir indépendants,. Toutefois, certains individus restent au sein ou à proximité du territoire de leurs parents au cours de la première année d’indépendance.
L’automne est une saison charnière pour les petits, il s’agit de la première période de l’année où ils sont séparés de leurs parents, où  ils doivent impérativement faire des réserves de graisse pour l’hiver et où ils commencent à chercher un partenaire pour la reproduction. Une période émotionnellement intense qui est l’occasion de violents combats entre individus.
Les couples finissent par se former au cours de l’hiver. Les jeunes tout juste indépendants peuvent avoir des petits dès la première année. Et inversement, il n’est pas garanti que qu’un couple de chiens viverrin réitère une portée chaque années.

### Comportement social

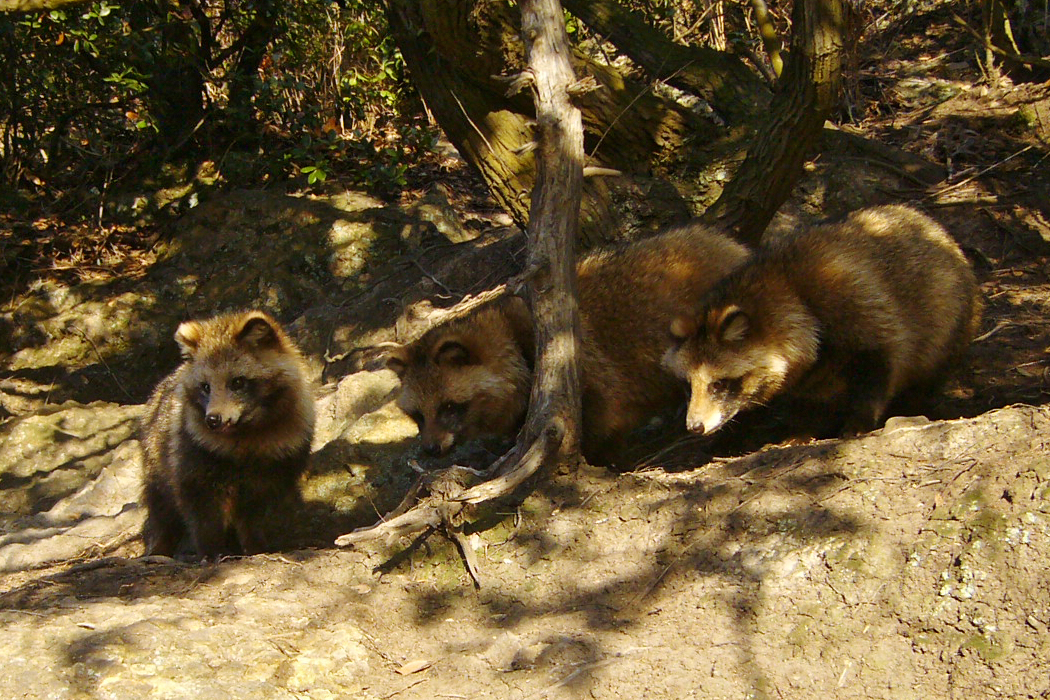
Les Hondotanukis vivent en petits groupes

Contrairement aux sous-espèces continentales, vivant généralement en solitaire ou en couple, N. v. viverrinus à tendance à former des petits groupes pouvant être composé de jeunes en attente de partenaires, d’individus veufs ou solitaires ayant rejoint le groupe, avec à sa tête un couple dominant. Ces groupes sont généralement familiaux, mais des individus isolés externes à la famille peuvent les rejoindre selon les circonstances. Il s’agit avant tout d’une formation à visée défensive, pour se protéger des prédateurs. Se nourrissant davantage de matières végétales, il n’y a donc pas de compétition entre individus d’une même espèce pour la nourriture, ni entre les membres d’un même groupe ni avec les autres groupes, qui ont tendance à se tolérer entre eux sans qu’il n’y ait de conflits. Le chien viverrin du Japon ne possède pas de territoire à défendre à proprement parler et il arrive parfois que les "territoires" des différents groupes familiaux se chevauchent.

### Concurrents et prédateurs
Il est en forte compétition avec d’autres mésocarnivores comme le renard roux du japon, le blaireau japonais ou encore la civette masquée. Certains auteurs pensent que l’introduction du raton laveur pourrait potentiellement avoir un impact sur l’état des populations de tanukis sur les îles principales. Étant donné que le loup de Honshō a été éliminé, le chien viverrin adulte n’a plus vraiment de prédateurs naturels efficaces pour réguler sa population. Il peut toutefois être ciblé par de grands rapaces comme l’aigle royal.
Ils restent toujours extrêmement vulnérables au trafic routier.
La longévité du cette sous-espèce dans la nature avoisine les 5 à 8 ans.

### Maladies et pathogènes
Même sur l’archipel japonais, il reste extrêmement vulnérable aux pathogènes. Les cas de maladie de Carré et de gale sont les plus rapportés : La maladie de Carré est notamment transmise par le blaireau japonais et la civette masquée. Mais la maladie la plus redoutable reste la gale : dans les cas les plus sévères, elle peut entraîner une infection bactérienne provoquant la perte du pelage, rendant l’animal vulnérable au froid de l’hiver et au parasitisme. La gale aurait éliminé des populations entières dans certaines régions.

## Le chien viverrin du Japon et l’homme

### Consommation
Le tanuki est consommé depuis longtemps par les populations locales, plus particulièrement en ragoût dont certains étaient désignés sous le nom de tanuki jiru (狸汁) (« soupe de tanuki »), malgré la difficulté de préparation de sa viande et son goût fort désagréable. Et même s’il existait des méthodes traditionnelles d’enterrement, de séchage et d’assaisonnement pour les atténuer, comme celles qui fut utilisée par les chasseurs de Yamanashi, ces méthodes étaient peu généralisées et la viande de blaireau japonais était davantage plébiscitée à ce titre.
Les organes du chien viverrin étaient néanmoins utilisés comme ingrédients pour la préparation de remèdes traditionnels, influencés par la médecine chinoise. Les os, l'estomac, le foie et la vésicule biliaire du chien viverrin étaient utilisés pour traiter la gastrite, le rhume et la pneumonie aiguë.

### Exploitation pour la peau et la fourrure
L’exploitation de l’espèce s’est faite surtout pour sa peau et sa fourrure : La peau tannée du tanuki, réputée pour sa grande souplesse, servait autrefois à la confection de multiples objets, comme des soufflets de forge,,,,, pour décorer les tambours ou encore pour le martelage des métaux. Les poils de chien viverrin sont appréciés comme matériaux pour la confection de différentes brosses pinceaux, notamment ceux utilisés pour la calligraphie traditionnelle. Sur le marché international, notamment à destination des États-Unis, cette fourrure était alors désignée par son nom original « tanuki ». Le nom « tanuki » sera repris par la suite, pour les fourrures issues de sous-espèces de chiens viverrin du continent, notamment en provenance en Chine.

### Conservation
Si le chien viverrin est aujourd’hui classé comme « préoccupation mineure » par la plupart des organismes internationaux, la sous-espèce a frôlée l’extinction au cours du XXe siècle, à la suite d'une chasse excessive qu’on lui faisait pour sa fourrure qui alimentait le marché international au cours de la fin du XIXe siècle. Le 24 février 1926, l'habitat du chien viverrin de Mukoshima, dans la ville de Hofu, préfecture de Yamaguchi, a été désigné monument naturel national. Mais les différentes maladies et pathogènes transmis par les animaux domestiques, l’introduction d’animaux errants et surtout le trafic routier ont fragilisé les populations de chiens viverrins à travers les différentes régions du Japon. Actuellement, diverses activités de conservation sont menées par un grand nombre de citoyens bénévoles. Toutefois, par rapport à ce qu’elle était avant le début du XXe siècle, la situation n’a plus jamais été la même, plus particulièrement dans l’Est du Japon où le chien viverrin s’est considérablement raréfié, et bien que le nombre d’observations de chiens viverrins ait augmenté ces dernières années, ils ne font l’objet d’aucune protection par la loi et sont considérés comme espèce nuisible.